# 单裂玉叶金花
单裂玉叶金花（学名：Mussaenda simpliciloba）为茜草科玉叶金花属下的一个种。